# Mikhail Tyurin
Mikhail Vladislavovich Tyurin (em russo:  Михаил Владиславович Тюрин) (Kolomna, 2 de março de 1960) é um cosmonauta russo, veterano de três missões no espaço.

## Biografia e carreira
Formou-se em engenharia mecânica no Instituto de Aviação de Moscou em 1984, especializando-se na criação de modelos matemáticos relacionados ao vôo mecânico. Após a graduação, Tyurin começou a trabalhar na corporação Energia como engenheiro, onde seu principal trabalho é o desenvolvimento de softwares, balística e dinâmica. Sua pesquisa científica pessoal é ligada aos aspectos psicológicos do treinamento de cosmonautas para controle manual das espaçonaves em movimento.
Em 1993 foi selecionado para treinamento no Centro de Treinamento de Cosmonautas Yuri Gagarin e cinco anos depois, após servir como membro da tripulação reserva da Expedição 1, começou a treinar para ocupar a função de engenheiro de voo da Expedição 3 à Estação Espacial Internacional (ISS). Como integrante desta missão, passou quatro meses em órbita na estação, entre agosto e dezembro de 2001, sendo para lá conduzido a bordo da nave Discovery, missão STS-105. Durante esta estadia, ele realizou a 100ª caminhada espacial de um cosmonauta russo no espaço.
Cinco anos depois, em setembro de 2006, ele cumpriu nova missão como comandante da Soyuz TM-9 - que levou ao espaço a turista espacial Anousheh Ansari - para mais uma longa estadia na ISS, assumindo as funções de engenheiro de voo da Expedição 14, junto do comandante Miguel López-Alegría e do engenheiro de voo alemão Thomas Reiter, da ESA, depois substituído pela norte-americana Sunita Williams. Ao encerramento desta missão, ele tinha acumulado um total de quatro caminhadas espaciais com um tempo de 17 horas em atividades no espaço.
Tyurin voltou ao espaço em 7 de novembro de 2013 comandando a nave Soyuz TMA-11M, para nova estadia de longa duração integrando a tripulação das Expedições 38 e 39 na ISS, retornando em 14 de maio de 2014, após cerca de 188 dias em órbita.

### Golfe espacial
Tyurin foi a segunda pessoa a jogar golfe no espaço, depois do astronauta Alan Shepard, do Projeto Mercury e da Apollo 14, que o fez na Lua, em 1971. Sua tacada foi dada em órbita, num tee adaptado na estrutura da ISS e a bola continua em volta da Terra, orbitando o planeta a cada noventa minutos pelos próximos três anos até cair na atmosfera, segundo cálculos da Agência Espacial Russa. A jogada foi feita com  o patrocínio de uma companhia canadense de clubes de golfe.

## Vida pessoal
Tyurin mora na cidade de Korolev, próxima de Moscou, com a mulher e a filha e entre seus principais hobbies está o iatismo. Ele é condecorado com a medalha de Herói da Federação Russa.